# 三條實治
三條實治（1651年2月6日—1724年9月28日），是江戶時代中期的公卿；也是藤原北家清華家的三條家當主。

## 生涯
三條實治在慶安三年十二月（合1651年）出生，是三條公修的獨子。明曆元年（1655年）敘從五位上，後在寬文八年（1668年）昇敘從三位，位列公卿。
經任右近衛中將、權中納言和權大納言、神功傳奏、踏歌節會外弁後，在元祿六年（1693年）短暫擔任內大臣，後轉任右大臣和左大臣，正德十一年（1721年）辭職，到享保九年（1724年）逝世，享年75歲。
| 王位覬覦者        | 王位覬覦者                              | 王位覬覦者      |
| ----------------- | --------------------------------------- | --------------- |
| 前任： 三條公富   | 三條家當主 1782年1月11日－1724年9月28日 | 繼任： 三條公兼 |
| 官衔              |                                         |                 |
| 前任： 花山院定誠 | 右大將 1685年8月22日－1693年12月2日     | 繼任： 二條綱平 |
| 前任： 近衛家熈   | 內大臣 1693年9月6日－1694年1月11日      | 繼任： 九條輔實 |
| 前任： 近衛家熈   | 右大臣 1704年2月26日－1704年3月10日     | 繼任： 九條輔實 |
| 前任： 九條輔實   | 左大臣 1715年4月15日－1715年9月9日      | 繼任： 二條綱平 |